# Sporobolus centrifugus
Sporobolus centrifugus là một loài thực vật có hoa trong họ Hòa thảo. Loài này được (Trin.) Nees miêu tả khoa học đầu tiên năm 1841.